# La rosa als llavis
|  | Aquest article tracta sobre la versió musical d'Eduard Toldrà. Vegeu-ne altres significats a «El poema de la rosa als llavis». |

La rosa als llavis és un cicle de sis cançons d'Eduard Toldrà i poemes de Joan Salvat-Papasseit. Originalment, està composta per a veu i orquestra tot i que, posteriorment, el mateix compositor ho va arranjar per a veu i piano. Podem dir que és una de les obres principals d'Eduard Toldrà.

## Context històric
Ens trobem en plena època Noucentista, un corrent polític, social i literari en el qual es considerava l'art com un element sublim, hi ha una elevació del nivell cultural dels oients concentrats en els cercles artístics de la ciutat i totes les composicions que es corresponen a aquest moviment parlen d'elements propis d'aquestes, com els carrers els fanals, les finestres, etc., i s'allunyen dels elements més bucòlics i campestres que sorgien en composicions anteriors, herència del Romanticisme.
Per tant, l'oient se sent identificat amb el missatge del text i, així, podem dir que la cançó era el gènere més idoni per connectar amb la nova classe burgesa.

## Dedicatòria i estrena
La rosa als llavis està dedicada a la soprano Conxita Badia, i no es va poder estrenar el 1936 perquè la cantant va haver d'exiliar-se durant la Guerra Civil. Per aquest motiu no es va estrenar fins onze anys més tard, el 14 de novembre de 1947 al Palau de la Música Catalana de Barcelona. Precisament fou la mateixa Conxita Badia junt amb Felip Pedrell i altres erudits de l'època qui li comunicaren que La rosa als llavis havia guanyat el Premi Albèniz, de la Generalitat de Catalunya.
Aquest fet, també, va significar el ressorgiment del patriotisme i la llengua catalana després de la repressió de la Guerra Civil.

## Estructura i anàlisi
La rosa als llavis, està format per sis cançons:
1. Si anessis tant lluny : està format per versos assonants però que Toldrà fa rimar musicalment: amb la música respecta totalment l'equilibri del text sense alterar-ne el contingut. Fa servir l'ús de progressions musicals per equilibrar la rima dels finals de frase.[3]
2. Mocador d'olor : en aquesta cançó, Toldrà combina el mode Major i el mode menor per ressaltar el missatge del text de Papasseit. Utilitza un llenguatge inspirat en l'impressionisme de Maurice Ravel, allunyat dels llenguatges d'avantguarda que ja florien en l'època. Toldrà hi afegeix una introducció, a l'haver-hi un text curt i torna a trencar les normes sil·làbiques tal com havia fet en la cançó anterior.[3]
3. ... I el seu esguard : en aquesta composició, Toldrà utilitza el ritme en funció de la seva interpretació; és a dir, els dos primers versos de deu síl·labes, e compte de separar-lo, els enganxa fent una construcció que obliga al canvi de compàs utilitzant patrons iàmbics.[3]
4. ... I el vent deixava dintre la rosella : té un text molt curt, de 4 versos, però hi ha una gran riquesa de figures retòriques tals com la metàfora o la comparació. Les metàfores i comparacions estan vestides de música més moguda i amb una tessitura més aguda; els versos no metafòrics estan escrits en un registre més greu. L'autor torna a utilitzar el recurs de la progressió musical i, com en les altres composicions, fa ús d'un final subtil.[3]
5. Serè a ta cambra : Composició plena d'ornaments a nivell melòdic. Té un estil diferent a les cançons anteriors, ja que Toldrà usa la textura de recitatiu (com en una òpera o oratori); així, la cantant pot suggerir més els matisos i el tempo. L'autor ha utilitzat aquest recurs d'acord amb el contingut del text, que és un secret que l'amant li diu a la seva estimada.[3]
6. Visca l'amor : Cançó amb aire de dansa amb una instrumentació adient: l'orquestra agafa una tímbrica que la relacionem amb instruments de la música tradicional catalana tals com la dolçaina o el sac de gemecs. Tot i així Toldrà continua amb l'ús de la subtilesa melòdica i harmònica per concloure la seva obra.[3]